# 跑步機

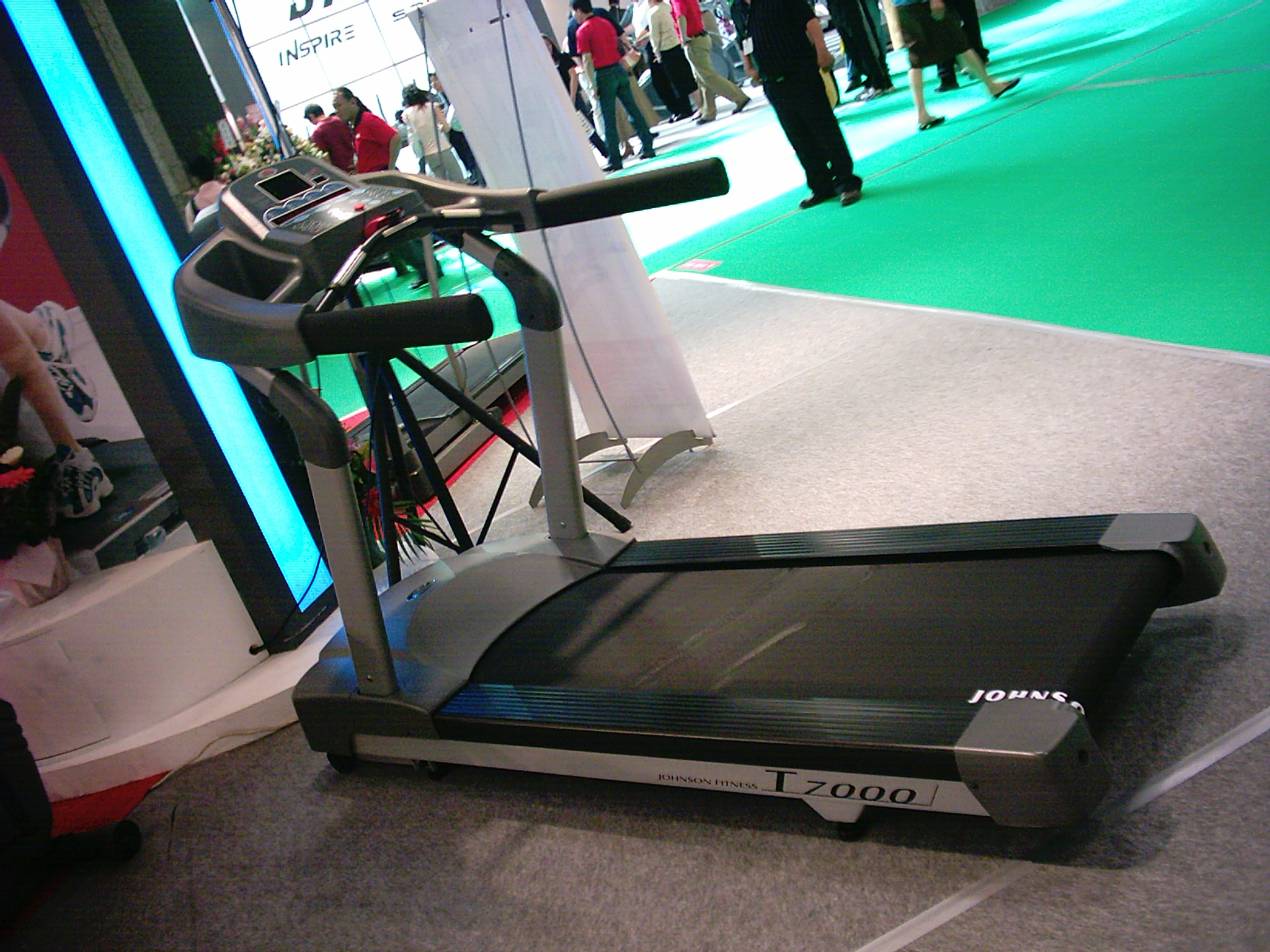
跑步機。

跑步機是健身室常見的運動器材，用以在原地跑步或徒步行走，其主要零件為一條輸送帶和一組電動馬達，部分高檔型號還可調整坡度、附設心跳監測功能、運動模式設定，以及USB埠供使用者儲存運動設定、跑步記錄或是行動裝置充電之用。有些跑步機本身裝有接收電視頻道的液晶顯示屏，或安裝在牆面的電視機，讓使用者在單調的訓練過程時可觀看。
依照運動及健身產業組織的資料，跑步機是銷量最大的運動器材。

## 起源
跑步機最早的用途不是運動用，是在動力機械問世之前，用跑步機配合動物或人的出力來作功，多半是配合大型研磨機械，讓人或動物在踏輪上行走，以其產生的功來研磨穀粒。近代也有用類似機械作為監獄中犯人刑事勞動的用具。

## 安全
由於輸送帶不斷地運轉，鍛鍊者感到不適時可能無法使其立刻停止，摔倒的機會比正常跑步為高，是以專家認為患有關節炎或心臟病的人不宜使用。大多數跑步機設有安全釦，一端夾在使用者身上，當使用者無法跟上速度，甚至昏倒或摔倒時，安全釦會脫離跑步機而使跑步機立刻停止。

## 歷史
首部家用的跑步機為美國機械工程師威廉·斯托布（William Edward Staub）於1960年代所設計，靈感源於肯尼斯·H·庫珀的著作《Aerobics》，當中談及每星期跑步4至5次、每次8分鐘對健康頗有俾益。斯托布發覺當時市面上沒有類似跑步機的器材，於是着手設計，及後在新澤西州克利夫頓設立工廠大量生產。他將第一個型號命名為「PaceMaster 600」。